# Carlos Martí Feced
Carlos Martí Feced (Alcira, 1901 - Barcelona, 1982) fue un médico y político español.

## Biografía
Siendo aún niño, viajó con su padre que fue reasignado a la ciudad de Barcelona, por razones de su cargo de magistrado. En la urbe catalana, realizó sus estudios y siguió la carrera de medicina. Influido por su hermano, dirigente del republicanismo federal, entró en política. Fue concejal del Ayuntamiento de Hospitalet de Llobregat tras las elecciones municipales de 1931, militando en las filas de Esquerra Republicana de Cataluña. En 1934 fue encarcelado durante los sucesos de octubre de ese año.
Durante la Guerra civil española en 1936 fue nombrado subdirector de finanzas por Josep Tarradellas, entonces consejero o conseller primero y de finanzas de la Generalidad de Cataluña. En 1937 el presidente Lluís Companys le nombró consejero o conseller de la Generalidad. Fue titular de gobernación, finanzas y cultura. 
En 1939 marchó al exilio. Se instaló en la ciudad francesa de Perpiñán, donde continuó colaborando con Lluís Companys y el gobierno republicano español en el exilio. Trabajó en materia de asistencia a los refugiados españoles. Posteriormente se trasladó a París estableciéndose finalmente en Le Baule-les-Pins, cerca del domicilio del presidente Companys.
En 1941 huyó a Suiza acompañando a Josep Tarradellas y Ventura Gassol, perseguidos por el régimen de Vichy. Finalizada la Segunda Guerra Mundial regresó a Francia y ejerció la medicina. En 1947 marchó al Marruecos francés donde continuó su profesión, publicando artículos científicos fruto de sus investigaciones. 
Tras la muerte de Franco en 1975, regresó a España, acompañando a Josep Tarradellas. Formó parte del órgano consultivo relacionado con la negociación para el restablecimiento de la Generalidad de Cataluña. Durante la transición española formó parte del consejo de Esquerra Republicana de Cataluña. Ocupó cargos de responsabilidad en la Cruz Roja. Fallecido en Barcelona en 1982, acudió a su funeral una alta representación de la Generalidad de Cataluña.
Contrajo matrimonio con Carmen Torres, con quien tuvo tres hijos, Carmen, Marta e Ignacio, de los que sólo sobrevive Carmen.